# Thyssenkrupp Materials Services
Die thyssenkrupp Materials Services GmbH (kurz: tkMX) ist die Führungsgesellschaft der gleichnamigen Business Area des diversifizierten deutschen Industriekonzerns thyssenkrupp AG. Materials Services ist im weltweiten Handel mit Werk- und Rohstoffen tätig sowie technischer und infrastruktureller Dienstleiter im B2B-Bereich. Der Umsatz im Geschäftsjahr 2023/2024 betrug 12,126 Mrd. Euro.

## Geschichte
Das Unternehmen thyssenkrupp Materials Services entstand 1999 im Rahmen der Fusion von Thyssen und Krupp, indem die Handelssparten beider Unternehmen, die Thyssen Handelsunion AG und die Krupp Hoesch International GmbH, zusammengeführt wurden. Zum Start umfasste das neue Segment rund 25 Milliarden DM Umsatz und 28.000 Beschäftigte. Ebenfalls 1999 übernahm Thyssen das Handelsgeschäft von Mannesmanns mit damals circa 800 Mitarbeitern und 2,6 Milliarden DM Jahresumsatz. Es wurde anschließend als Thyssen Mannesmann Handel GmbH unter dem Dach der Thyssen-Handelsunion weitergeführt.
In den folgenden Jahren erweiterte das Unternehmen sein internationales Netzwerk und erschloss sich insbesondere neue Märkte in Nordamerika durch gezielte Akquisitionen und den Ausbau von Servicezentren vor Ort.
Ab Mitte der 2010er Jahre setzte das Unternehmen verstärkt auch auf digitale Service-Angebote. So wurde 2016 der B2C Online-Shop „materials4me“ in Spanien, Großbritannien, Deutschland und der Schweiz eingeführt. Im Jahr 2017 stellte Materials Services ein eigenentwickeltes System für das industrielle Internet der Dinge (IoT) vor, welches die Anlagen verschiedener Hersteller einbinden können soll. Das toii genannte System soll vor allem die Automatisierung in der Produktion vorantreiben und Abläufe effizienter gestalten.
2019 folgte die Einführung der Strategie Materials as a Service, mit der das Unternehmen seine Dienstleistungen außerhalb seines Kerngeschäfts erweitern will. Im Zentrum stehen dabei die Vernetzung von Anlagen und die digitale Integration von Standorten. Das Fachmagazin Logistik Heute berichtete 2021 über die Einführung der KI-basierten Software Pacemaker, die in Lieferketten Materialfluss und Ressourcenverbrauch verbessern solle und somit vom Unternehmen als Weiterentwicklung seiner Strategie Materials as a Service gesehen werde. 2022 wurde der Online-Marktplatz SteelBuy gestartet. Im Januar 2025 kündigte thyssenkrupp den Kauf des luxemburgischen Unternehmens Waves an, mit dem Pacemaker im Nachhaltigkeitsbereich gestärkt werden solle. Das Handelsblatt berichtete, dass man sich damit einen Markt von bis zu 50.000 Unternehmen erschließen könne.
Im Mai 2025 kündigte thyssenkrupp an, dass man Vorbereitungen treffe, um unter anderem das Segment Materials Services in den kommenden Jahren als eigenständiges Unternehmen aufzustellen.

## Unternehmensstruktur und Kennzahlen
thyssenkrupp Materials Services gliedert sich in die drei Bereiche Distribution & Trading, Processing und Solutions. In mehr als 30 Ländern und in 380 Niederlassungen beschäftigt Materials Services circa 16.000 Mitarbeiter.
Das Unternehmen vertreibt unter anderem Walzstahl, Edelstahl, Nichteisenmetalle sowie Kunststoffe, Rohre und andere Materialien. Laut der Frankfurter Allgemeine Zeitung sei das Unternehmen „mehr als ein reiner Händler, eher ein Werkstoff-Logistiker“. Das Unternehmen böte neben der Weiterverarbeitung der Ware etwa auch an, für seine Kunden ganze Lieferketten zu planen und zu managen.
Die meisten Umsätze erwirtschaftete thyssenkrupp Materials Services im Geschäftsjahr 2023/2024 in Deutschland (28 Prozent), Europa ohne Deutschland (33 Prozent) und Nordamerika (37 Prozent). Zu den größten Kundengruppen gehörten die metallverarbeitende Industrie, die Luft- und Raumfahrt, Händler, der Maschinenbau sowie die Bau- und Automobilindustrie.

## Belege
1. ↑  Logistik Heute: Personalie: Ilse Henne zur CEO von Thyssenkrupp Materials Services ernannt. 10. Juni 2024, abgerufen am 23. Juli 2025.
2. ↑  thyssenkrupp Materials Services: thyssenkrupp-materials-services.com. Abgerufen am 27. Juni 2017.
3. ↑  thyssenkrupp Materials Services: thyssenkrupp-materials-services.com. Abgerufen am 25. Juni 2017.
4. ↑  Thyssenkrupp AG (Hrsg.): Geschäftsbericht 2023/2024 Thyssenkrupp. Essen November 2024, S. 2.
5. ↑  Thyssen Handelsunion: Grünes Licht für Kauf von Mannesmann Handel. In: Manager Magazin. 12. April 1999, abgerufen am 7. Juli 2025.
6. ↑  ThyssenKrupp Industrial Services Opens New Facility in Houston; Follows Recent Midwest Expansion. thyssenkrupp Materials Services, 20. Februar 2015, abgerufen am 12. August 2025.
7. ↑  Steve Garnsey: ThyssenKrupp expands in South Carolina. In: Automotive Logistics. 25. Juli 2016, abgerufen am 12. August 2025 (englisch).
8. ↑  Hubert Hunscheidt: thyssenkrupp Materials Services ernennt neuen CEO der Business Unit Processing. In: market Steel. 25. April 2025, abgerufen am 12. August 2025.
9. ↑  thyssenkrupp systematically continues its digitalization offensive. In: American Journal of Transportation. 9. Oktober 2019, abgerufen am 7. Juli 2025 (englisch).
10. ↑  dpa: Stahlhandel auf Amazons Spuren. In: WirtschaftsWoche. 25. April 2016, abgerufen am 7. Juli 2025.
11. ↑  Materials Services setzt Maßstäbe im digitalen Werkstoffhandel. In: thyssenkrupp Materials Services. 6. Juni 2017, abgerufen am 7. Juli 2025.
12. ↑  Bill Bregar: Thyssenkrupp becomes a 'toii' maker. In: Plastics News. 20. September 2017, abgerufen am 7. Juli 2025 (englisch).
13. ↑  Kasun Illankoon: thyssenkrupp Materials Services are pioneering their role in aerospace. In: Construction Business News. 19. August 2019, abgerufen am 7. Juli 2025 (englisch).
14. ↑  thyssenkrupp investiert 70 Millionen Euro in europäische Standorte. In: Home of Steel. 19. August 2019, abgerufen am 7. Juli 2025.
15. ↑  Therese Meitinger: Software: Mit KI den Materialfluss beschleunigen. In: Logistik Heute. 22. September 2021, abgerufen am 7. Juli 2025.
16. ↑  thyssenkrupp Materials Services launcht Online-Marktplatz SteelBuy. In: Stahleisen.de. 13. Dezember 2022, abgerufen am 7. Juli 2025.
17. ↑  Thyssen-Krupp übernimmt luxemburgische Waves. In: Handelsblatt. 9. Januar 2025, abgerufen am 7. Juli 2025.
18. ↑  Pierre Bertrand: Thyssenkrupp Plans to Become Holding Company of Independent Businesses. In: The Wall Street Journal. 27. Mai 2025, abgerufen am 12. August 2025 (englisch).
19. 1 2  Q2 Facts and Figures. (PDF) In: thyssenkrupp. Juni 2025, S. 29–30, abgerufen am 24. Juli 2025 (englisch).
20. ↑  Geschäftsbericht 2023/2024. (PDF) In: thyssenkrupp. 19. November 2024, S. 62, abgerufen am 24. Juli 2025.
21. ↑  Nadine Bös: Die Frau, die bei Thyssenkrupp-Stahl für Ruhe sorgen soll. In: Frankfurter Allgemeine Zeitung. 20. November 2024, abgerufen am 25. Juli 2025.